# Białołęka

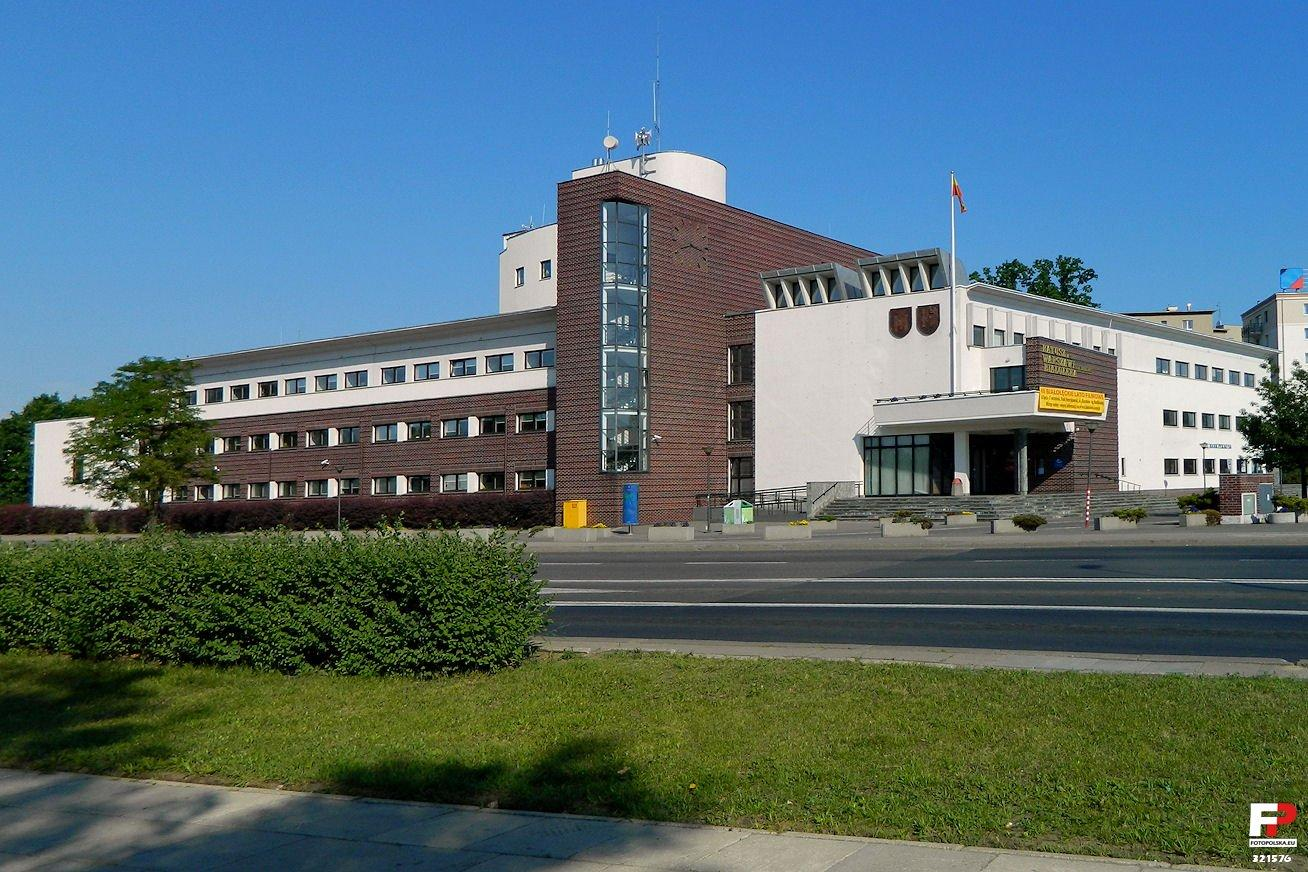
Urząd Dzielnicy Warszawa-Białołęka u zbiegu ulic Modlińskiej i Światowida

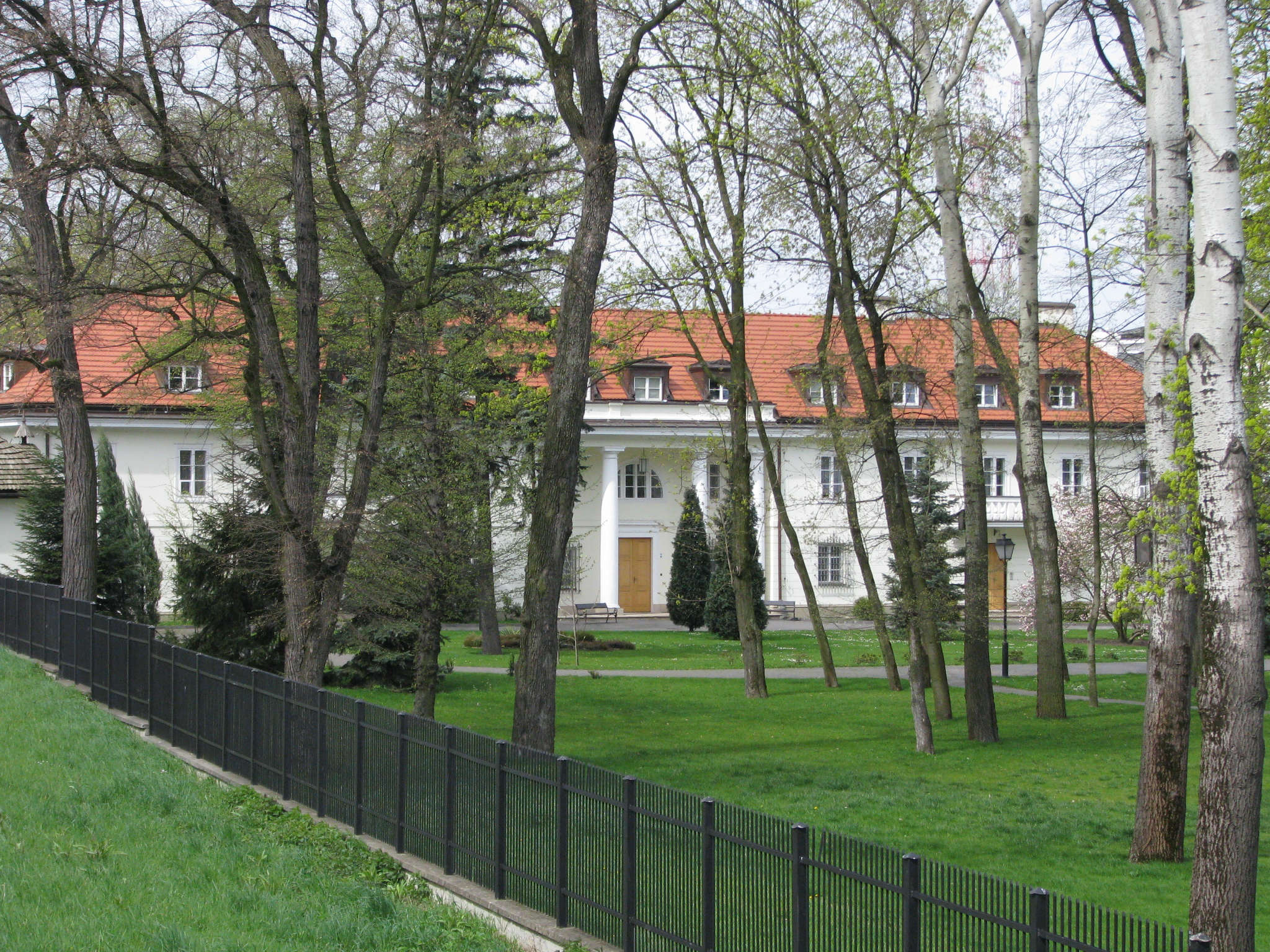
Zespół dworski Mostowskich

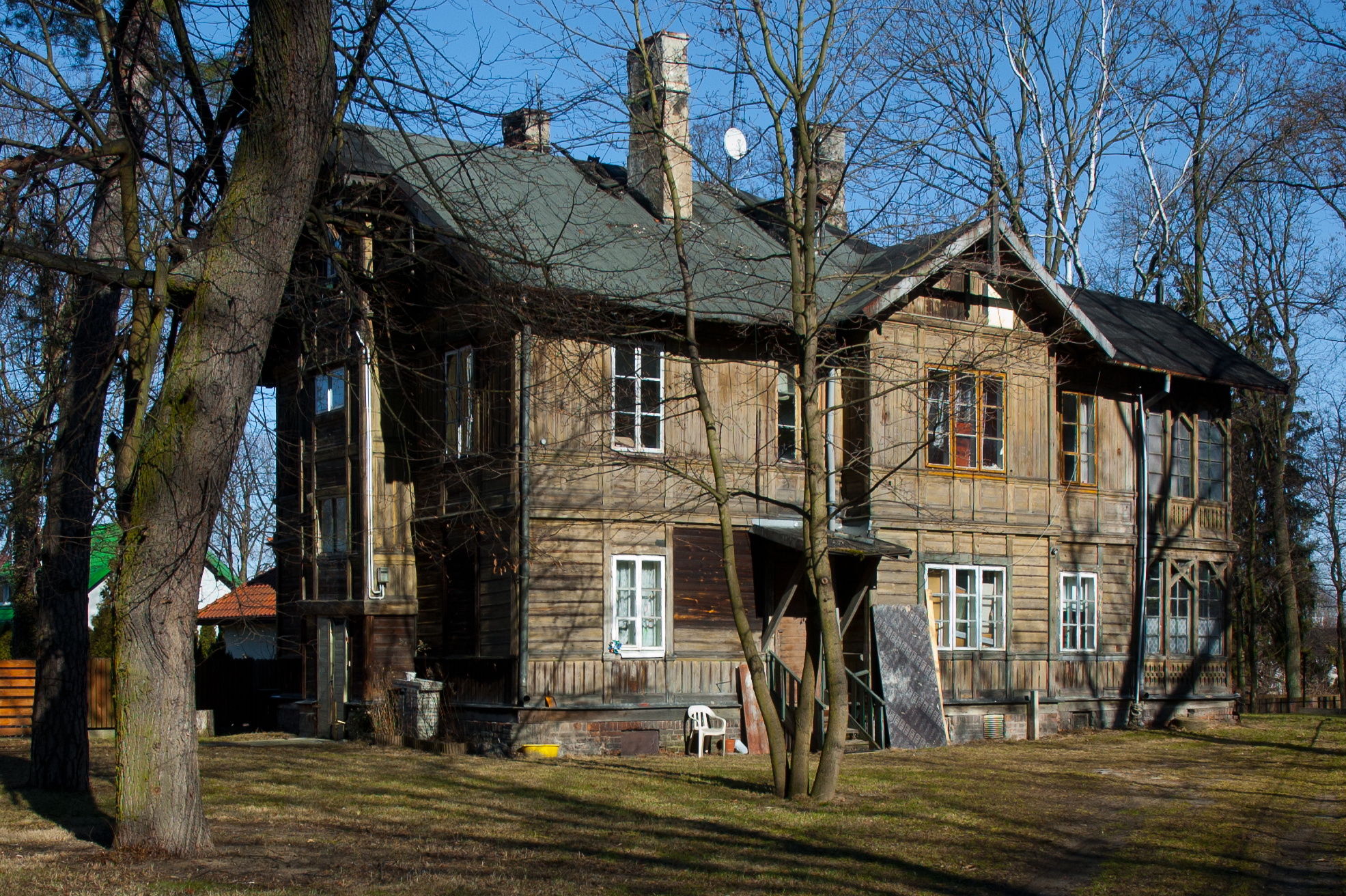
Zabytkowa drewniana willa letniskowa w stylu świdermajer przy ul. Fletniowej 2

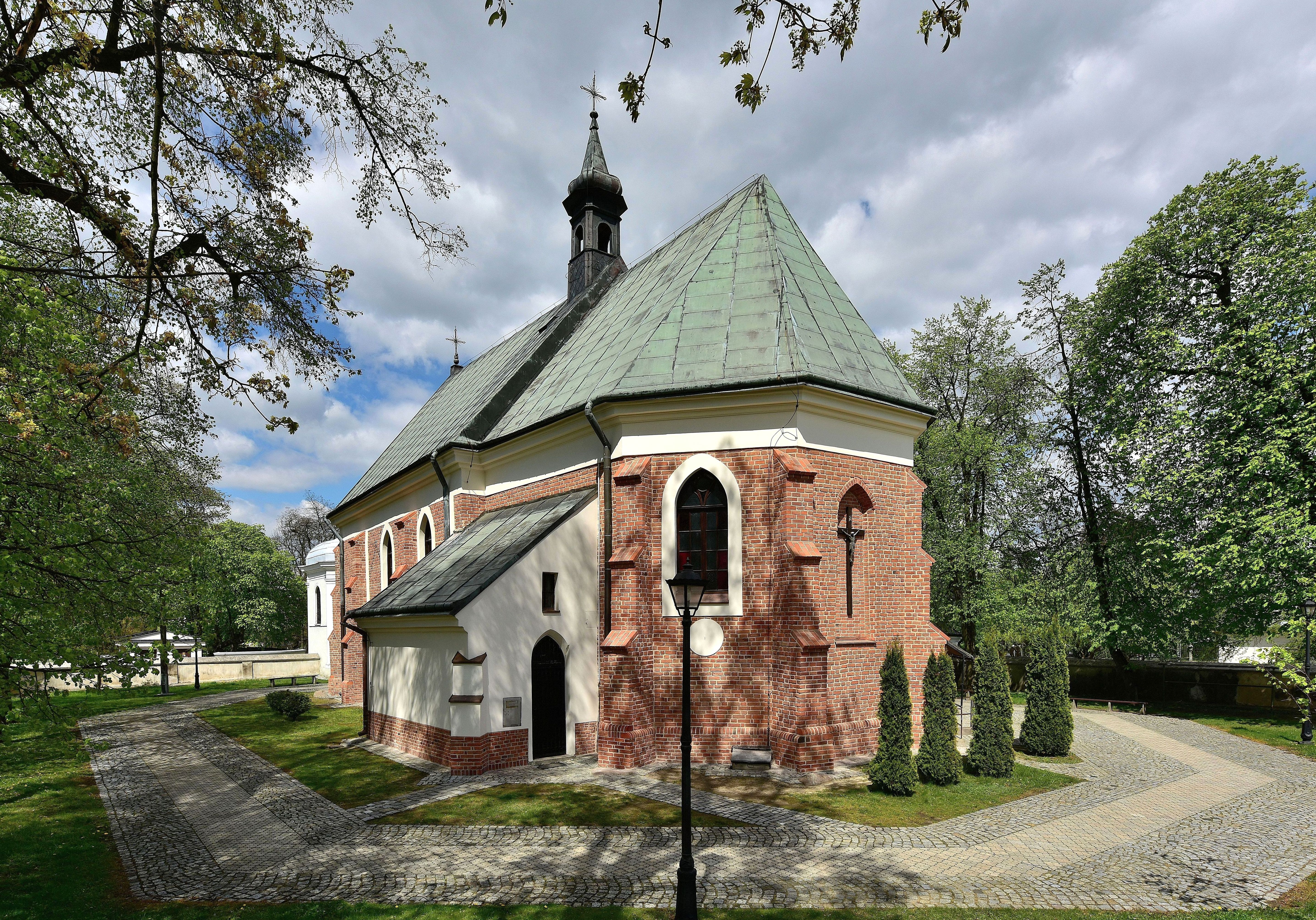
Kościół św. Jakuba

Białołęka – dzielnica Warszawy, położona w prawobrzeżnej części miasta. Jest jedną z 18 jednostek pomocniczych m.st. Warszawy.

## Nazwa
Nazwa była notowana w dokumentach od początku XV wieku m.in. jako Bialalanka, Biała Łąka i Biało Łęka. Pochodzi od określenia topograficznego „biała łąka” (biel, mokradło, podmokła łąka, bielawa) i jest związana z widokiem jasnego lustra wody, rodzajem roślinności występującej na łące lub też z jej funkcją gospodarczą (wybielanie płótna).

## Granice
Granice Białołęki z innymi dzielnicami i gminami wyznaczają: Trasa Toruńska na południu (z Targówkiem i Pragą Północ) i rzeka Wisła na zachodzie (z Bielanami i Łomiankami); od północy dzielnica graniczy z gminami Jabłonna i Nieporęt, a od wschodu z Markami.

## Historia
- Wieś szlachecka Biała Łęka w 1580 znajdowała się w powiecie warszawskim ziemi warszawskiej województwa mazowieckiego[6].
- Podczas potopu szwedzkiego na polach prawobrzeżnej Warszawy – w tym obecnej Białołęki – w dniach 28–30 lipca 1656 stoczono jedną z bitew z wojskami szwedzkimi i brandenburskimi.
- W dniu 25 lutego 1831 rozegrała się jedna z bitew powstania listopadowego, określana jako bitwa pod Białołęką.
- W okresie międzywojennym jedynym terenem obecnej Białołęki znajdującym się w granicach Warszawy było osiedle Różopol.
- W 1951 grupa wsi (w tym Białołęka) została przyłączona do Warszawy. Granicznymi osiedlami znajdującymi się wtedy w granicach Warszawy były: Nowodwory, Winnica, Dąbrówka Szlachecka, Dąbrówka Grzybowska, Brzeziny Nowe, Choszczówka, Białołęka Dworska i Białołęka Szlachecka.
- W 1962 oddano do użytku obecny Areszt Śledczy Warszawa-Białołęka[7].
- 1 sierpnia 1977 do Warszawy włączono kolejne wsie; północno-wschodnia granica miasta uzyskała obecny przebieg[8].
- W 1994 osiedle Białołęka dało nazwę nowej gminie Warszawa-Białołęka. Pod względem powierzchni gmina sytuowała się na trzecim miejscu pośród 11 gmin warszawskich (ok. 15% powierzchni miasta).
- W 2002 zmieniono podział terytorialny Warszawy, likwidując gminy i zastępując je dzielnicami.
- W 2012 ukończono budowę Mostu Marii Skłodowskiej-Curie, łączącego dzielnicę z lewobrzeżną częścią Warszawy.
- W 2017 zakończono na osiedlu Tarchomin budowę wielkopowierzchniowego centrum handlowego Galeria Północna[9].

## Opis
Głównymi arteriami dzielnicy są ulica Modlińska (przedłużenie ul. Jagiellońskiej), będąca częścią drogi krajowej nr 61 oraz drogi wojewódzkiej nr 801, i Trasa Toruńska, część drogi ekspresowej S8 w kierunku Białegostoku (kierunek wschód) oraz Katowic i Wrocławia (kierunek południowy zachód). Ważny szlak komunikacyjny wyznacza również ul. Płochocińska stanowiąca fragment drogi wojewódzkiej nr 633 w kierunku Nieporętu.
Planowane trasy ponadlokalne to: Trasa Mostu Północnego, Trakt Nadwiślański, Trasa Olszynki Grochowskiej oraz przedłużenie ul. Marywilskiej do granic Warszawy.
Przez dzielnicę przechodzi linia kolejowa E 65, łącząca Warszawę z Gdynią. Na terenie dzielnicy znajdują się cztery przystanki kolejowe (w tym jeden częściowo na terenie Targówka), na których zatrzymują się pociągi osobowe Kolei Mazowieckich oraz Szybkiej Kolei Miejskiej, kursujące z Lotniska Chopina i Warszawy Zachodniej.
Białołęka ma wizerunek „sypialni” Warszawy, podobnie jak leżący po przeciwnej stronie stolicy Ursynów. Jest jednym z najszybciej rozwijających się rejonów miasta. Duża część nowej zabudowy to domy jednorodzinne, dotyczy to głównie północnej i wschodniej części dzielnicy. Zabudowa niektórych osiedli rozwija się dość chaotycznie. Występuje tu negatywnie oceniane przez urbanistów zjawisko budowania osiedli łanowych, na wydłużonych działkach rolnych – charakterystycznych dla wsi (m.in. zabudowa wzdłuż ul. Jasiniec, Słonecznego Poranka), zamiast rozplanowanych osiedli miejskich z regularną siecią ulic.

## Burmistrzowie
- Jerzy Smoczyński (2002–2006)
- Jacek Kaznowski (2006–2012)
- Adam Grzegrzółka (2012–2013)
- Piotr Jaworski (2013–2016)
- Ilona Soja-Kozłowska (2016–2018)
- Grzegorz Kuca (od 2018−2024)
- Anna Majchrzak (od 2024)[11]

## Rada Dzielnicy
| Ugrupowanie                        | Kadencja 2002-2006 | Kadencja 2006-2010 | Kadencja 2010-2014 | Kadencja 2014-2018 | Kadencja 2018-2024        |
| ---------------------------------- | ------------------ | ------------------ | ------------------ | ------------------ | ------------------------- |
| Sojusz Lewicy Demokratycznej       | 5 (SLD-UP)         | 3 (LiD)            | 2                  | –                  | –                         |
| Wspólnota Samorządowa Gospodarność | 7                  | 5                  | 4                  | 1                  | –                         |
| Prawo i Sprawiedliwość             | 6                  | 5                  | 4                  | 5                  | 5                         |
| Platforma Obywatelska              | 3                  | 10                 | 12                 | 9                  | 11 (Koalicja Obywatelska) |
| Razem dla Białołęki                | –                  | –                  | –                  | 6                  | 5                         |
| Inicjatywa Mieszkańców Białołęki   | –                  | –                  | 1                  | 2                  | 4                         |

Przy Radzie Dzielnicy od 2008 działa Młodzieżowa Rada Dzielnicy Białołęka.

## Podział
Funkcjonalnie obszar dzielnicy dzieli się na następujące części:
- przemysłową – znajdującą się w centralnej, południowej i południowo-zachodniej części. Znajdują się tutaj: Elektrociepłownia Żerań, Polfa Tarchomin SA, Oczyszczalnia Ścieków „Czajka”, drukarnia wydawnictwa Agora, tereny PKP, piekarnie, firmy farmaceutyczne, liczne firmy z branży kurierskiej oraz dystrybucji spożywczej
- osiedla mieszkaniowe o dużej gęstości zabudowy (wyraźnie dominująca zabudowa wysoka) – środkowo-zachodnia część (Nowy Tarchomin, Nowodwory i Nowe Świdry).
- osiedla mieszkaniowe o przeważającej zabudowie jednorodzinnej – północna i środkowo-północna część (m.in. Choszczówka, Białołęka Dworska, Płudy, Henryków).
- osiedla mieszkaniowe wplecione w tereny wsi i grunty uprawne – wschodnia część (m.in. Brzeziny, Lewandów, Kobiałka, Białołęka Szlachecka, Mańki-Wojdy).

## Osiedla
Dzielnica podzielona jest na obszary zachodni (między Wisłą a ul. Modlińską), środkowo-zachodni (między ul. Modlińską a linią kolejową), środkowo-wschodni (między linią kolejową a kanałami:  Żerańskim i Bródnowskim) oraz wschodni (od kanałów do wschodniej granicy miasta). Podział dzielnicy odbiega od podziału informacyjnego według Miejskiego Systemu Informacji (kursywą oznaczono osiedla nieuwzględniane formalnie przez TERYT).
| zachód - Buchnik - Buków - Kalenica - Kępa Tarchomińska - Winnica - Nowodwory - Buczynek - Anecin - Tarchomin Kościelny - Nowe Świdry - Nowy Tarchomin - Stare Świdry - Piekiełko - Żerań | środkowy zachód - Choszczówka-Kolonia - Góry Skierdowskie - Nowe Brzeziny - Dąbrówka Szlachecka - Płudy - Henryków - Wiśniewo - Tarchomin - Piekiełko - Żerań - Różopol | środkowy wschód - Choszczówka - Łapigrosz - Różopole - Szamocin - Białołęka Dworska - Tomaszew - Dąbrówka Grzybowska - Marcelin - Białołęka Szlachecka - Konstantynów - Żerań Wschodni - Aleksandrów - Annopol | wschód - Kobiałka - Ruskowy Bród - Olesin - Augustówek - Mańki-Wojdy - Augustów - Brzeziny - Kąty Grodziskie - Grodzisk - Lewandów |

Inne osiedla:
- Szylówek

## Tereny zielone
- Parki:
- Park Henrykowski – 30 056 m²
- Park „Picassa” – 36 700 m²
- Zieleńce
- przy Botewa/Talarowej – 5088 m²
- obok os. Picassa – 32 900 m²
- wokół Urzędu Dzielnicy – 4560 m²

Osiedla Białołęki przed włączeniem w 1976 roku w jej skład kolejnych wsi

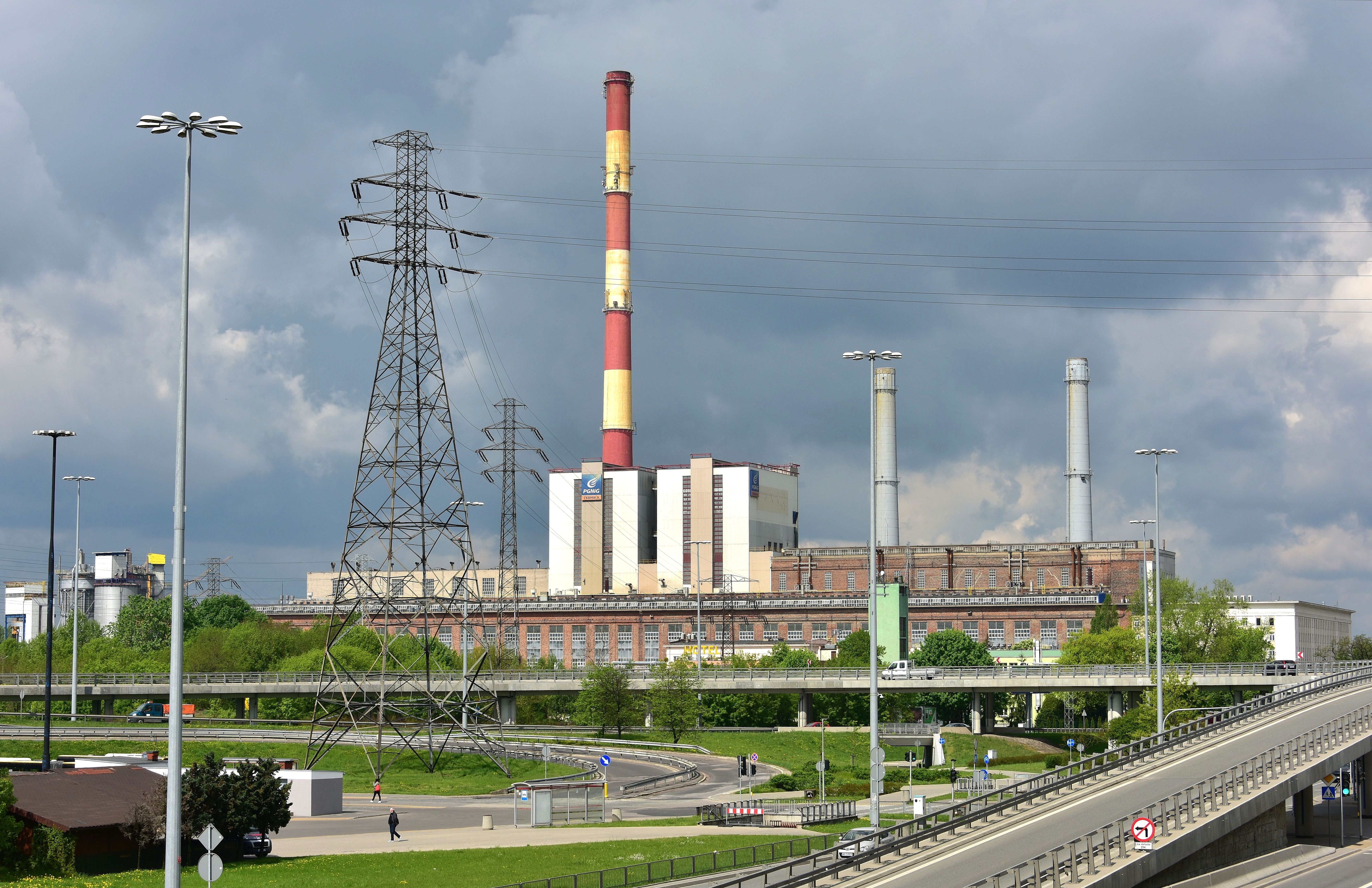
Elektrociepłownia Żerań

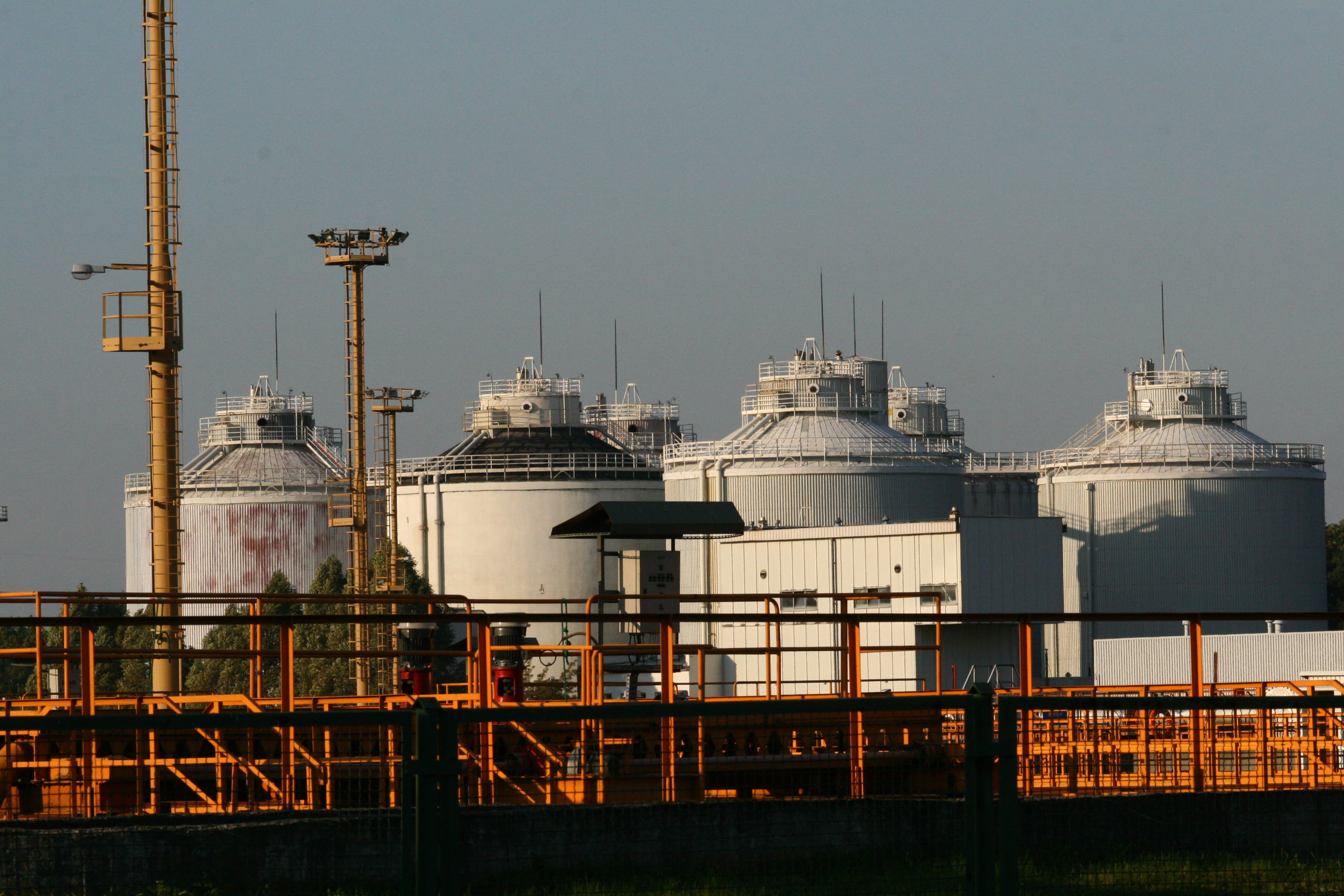
Oczyszczalnia Ścieków „Czajka”, największa oczyszczalnia ścieków w Polsce

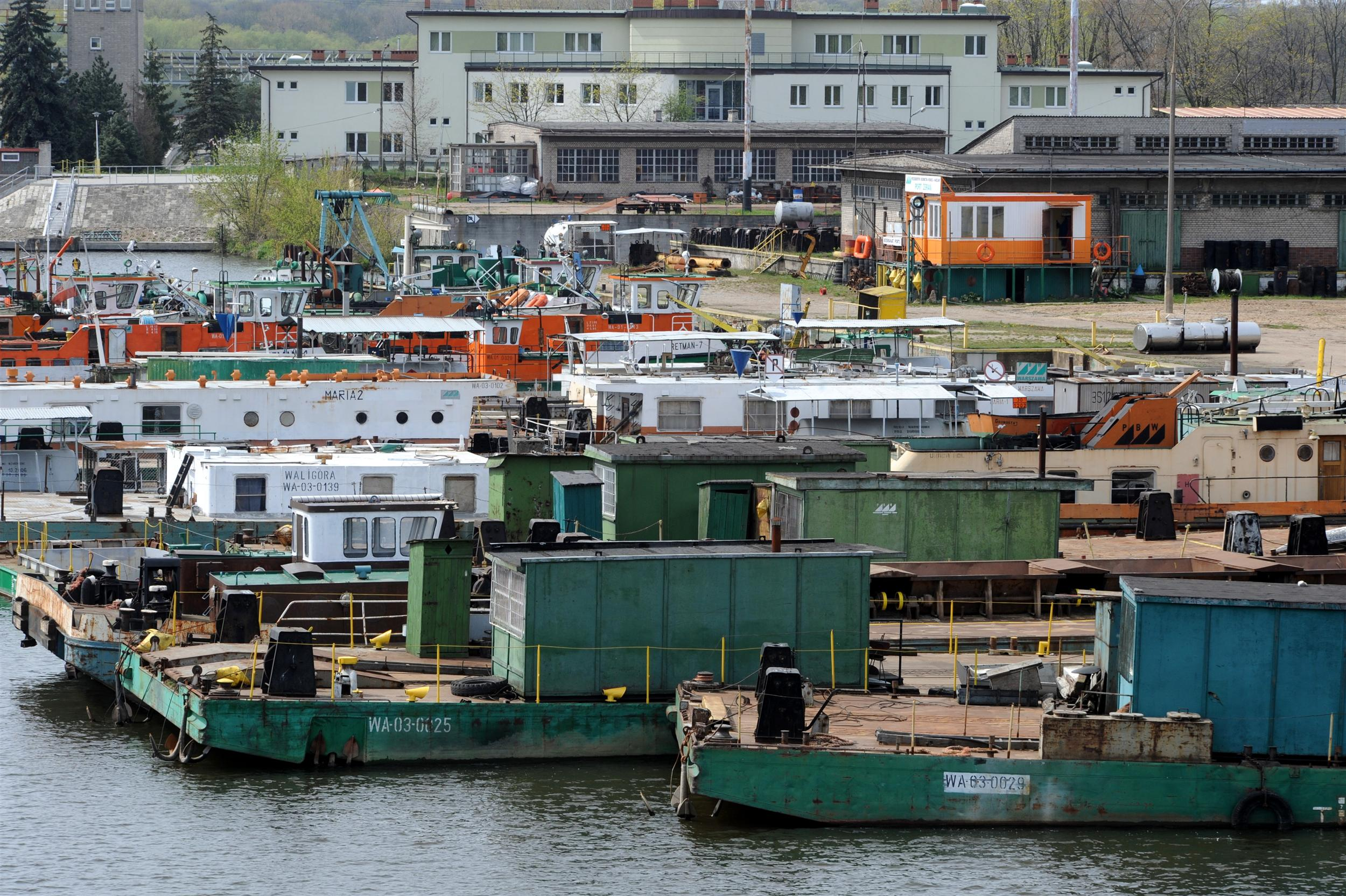
Port Żerański

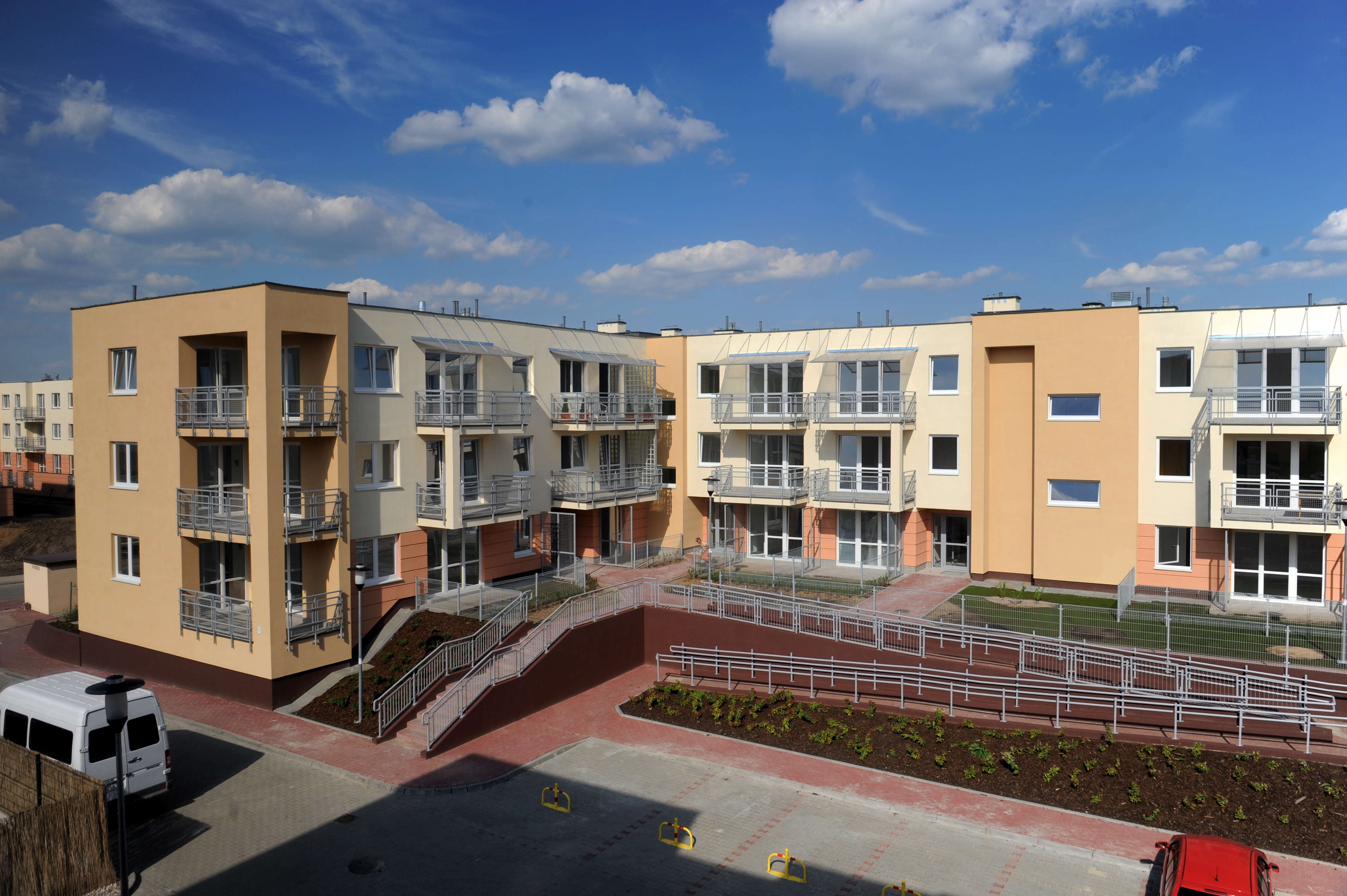
Osiedle Derby

- Ogródek jordanowski przy ul. Światowida – 4600 m²
- Wody powierzchniowe
- rzeka Wisła – 10 123 m
- Kanał Henrykowski – 9638 m
- Kanał Żerański – 9240 m
- rzeka Długa (Kanał Markowski) – 5450 m
- Kanał Bródnowski – 3600 m
- Doprowadzalnik B – 3270 m
- Doprowadzalnik A – 2640 m
- Struga Jabłonna – 1838 m
- Rezerwaty przyrody
- Rezerwat przyrody Ławice Kiełpińskie – faunistyczny rezerwat przyrody położony na granicy Warszawy, którego celem jest ochrona miejsc gniazdowania ptactwa wodno–błotnego. Powierzchnia rezerwatu wynosi 803 ha.
- Rezerwat Łęgi Czarnej Strugi – rezerwat położony jest w południowo-wschodniej części gminy Nieporęt. Jego nazwa pochodzi od przepływającej nieopodal rzeki zwanej Czarną Strugą. Powierzchnia rezerwatu wynosi 39,53 ha.

## Zabytki
- Zespół dworski Mostowskich – zespół obiektów składający się z XVIII-wiecznego dworu i oficyny pałacowej z początku XIX wieku wzniesionej przez Tadeusza Mostowskiego oraz parku.
- Kościół św. Jakuba – jedyna gotycka świątynia w Warszawie, która dotrwała do naszych czasów w niemal nienaruszonym stanie.
- Kościół Narodzenia Najświętszej Maryi Panny – kościół zbudowany w latach 1908–1913 w stylu neogotyku nadwiślańskiego.
- Kościół św. Michała Archanioła – jeden z najstarszych drewnianych kościołów w Warszawie, modrzewiowy, ufundowany prawdopodobnie przez królową Bonę w 1534.
- Drewniana willa letniskowa w typie świdermajer z ok. 1900 (ul. Fletniowa 2).